# S/S Teutonic

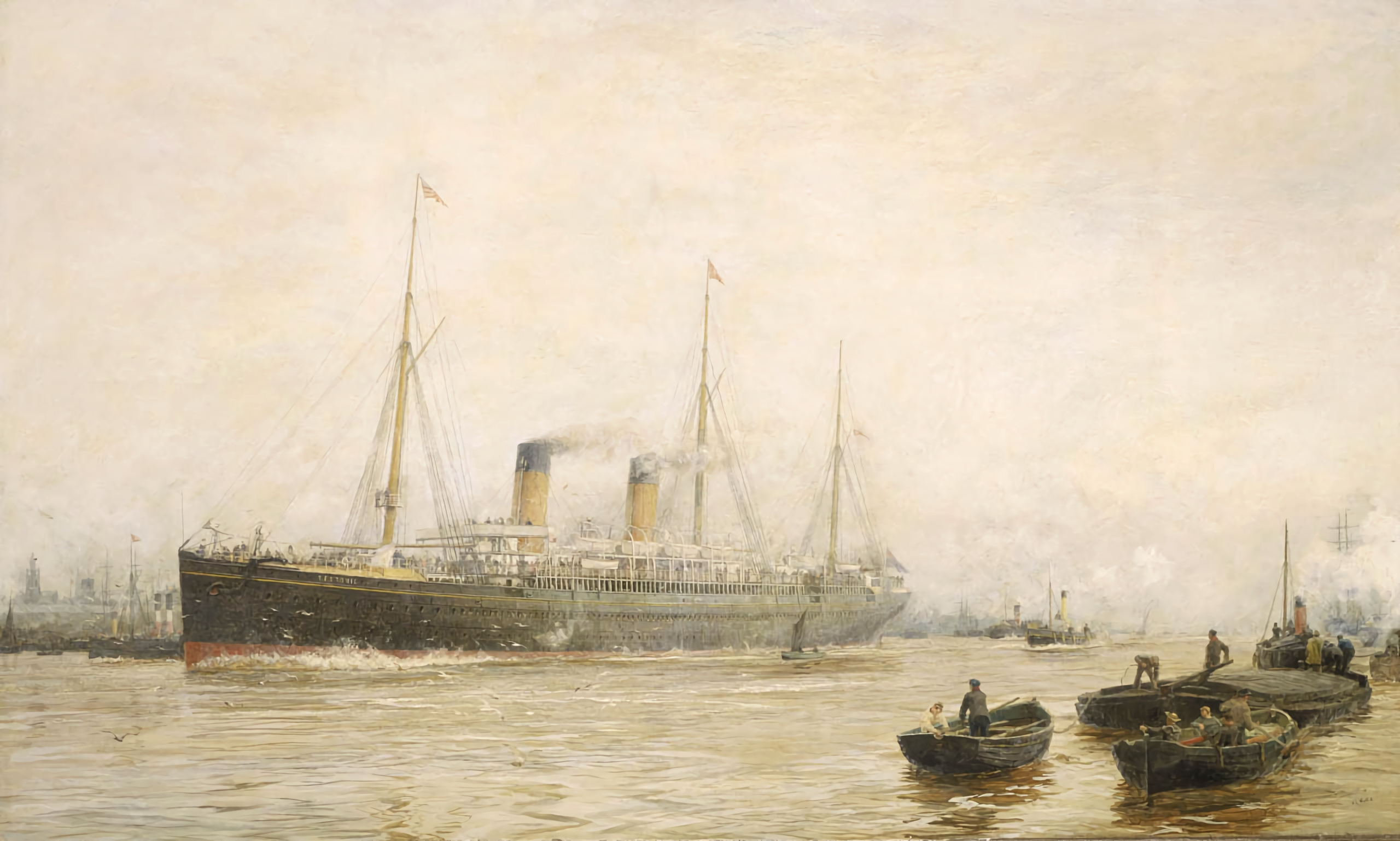
Teutonic på väg från Liverpool. Målning av William Lionel Wyllie.

S/S Teutonic var ett brittiskt ångfartyg, med hemmahamn i Liverpool. Skeppet var 178 meter långt och 18 meter brett. Hennes toppfart var 20,5 knop (38 km/h). Det var bygg i Nordirland 1889 för White Star and Dominion Line. Fartyget övergick 1891 till rederiet Blue Ribbon. Det hade plats för 1490 passagerare varav 1000 passagerare i tredje klass. Teutonic skrotades i Tyskland 1921.